# Discografia di Alessandra Amoroso
La discografia di Alessandra Amoroso, cantante italiana, è costituita da otto album in studio, due dal vivo, un EP, quarantanove singoli e quarantasei video musicali (inclusi quelli come artista ospite), pubblicati dal 2009.

## Album

### Album in studio
| Anno                                                         | Titolo | Classifiche | Classifiche | Classifiche | Certificazioni     | Unità           |
| Anno                                                         | Titolo | ITA         | SPA         | SWI         | Certificazioni     | Unità           |
| ------------------------------------------------------------ | --- | ----------- | ----------- | ----------- | ------------------ | --------------- |
| 2009                                                         | Senza nuvole - Pubblicato: 25 settembre 2009 - Etichetta: Sony Music, Dischi Ricordi - Formati: CD, download digitale           | 1           | —           | 63          | - ITA: Platino (4) | - ITA: 240 000+ |
| 2010                                                         | Il mondo in un secondo - Pubblicato: 28 settembre 2010 - Etichetta: Sony Music, Dischi Ricordi - Formati: CD, download digitale | 1           | —           | 28          | - ITA: Platino (4) | - ITA: 200 000+ |
| 2013                                                         | Amore puro - Pubblicato: 24 settembre 2013 - Etichetta: Sony Music, Dischi Ricordi - Formati: CD, download digitale             | 1           | —           | 40          | - ITA: Platino (2) | - ITA: 100 000+ |
| 2015                                                         | Alessandra Amoroso - Pubblicato: 18 settembre 2015 - Etichetta: Sony Music, Dischi Ricordi - Formati: CD, download digitale     | —           | 31          | —           | - SPA: Platino     | - SPA: 80 000+  |
| 2016                                                         | Vivere a colori - Pubblicato: 15 gennaio 2016 - Etichetta: Sony Music, Dischi Ricordi - Formati: CD, LP, download digitale      | 1           | —           | 22          | - ITA: Platino (3) | - ITA: 150 000+ |
| 2018                                                         | 10 - Pubblicato: 5 ottobre 2018 - Etichetta: Sony Music, Dischi Ricordi - Formati: CD, LP, download digitale                    | 1           | —           | 18          | - ITA: Platino (2) | - ITA: 100 000+ |
| 2021                                                         | Tutto accade - Pubblicato: 22 ottobre 2021 - Etichetta: Columbia - Formati: CD, LP, download digitale                           | 2           | —           | 55          | - ITA: Platino     | - ITA: 50 000+  |
| 2025                                                         | Io non sarei - Pubblicato: 13 giugno 2025 - Etichetta: Epic - Formati: CD, LP, download digitale                                | 1           | —           | —           |                    |                 |
| "—" indica una pubblicazione non classificata in quel paese. | |             |             |             |                    |                 |

### Album dal vivo
| Anno                                                         | Titolo | Classifiche | Classifiche | Certificazioni     | Unità           |
| Anno                                                         | Titolo | ITA         | SWI         | Certificazioni     | Unità           |
| ------------------------------------------------------------ | --- | ----------- | ----------- | ------------------ | --------------- |
| 2011                                                         | Cinque passi in più - Pubblicato: 5 dicembre 2011 - Etichetta: Sony Music, Dischi Ricordi - Formati: CD, download digitale | 1           | 68          | - ITA: Platino (3) | - ITA: 180 000+ |
| 2019                                                         | 10, io, noi - Pubblicato: 24 dicembre 2019 - Etichetta: Columbia - Formati: download digitale                              | —           | —           |                    |                 |
| "—" indica una pubblicazione non classificata in quel paese. | |             |             |                    |                 |

## Extended play
| Anno | Titolo | Classifiche | Certificazioni     | Unità           |
| Anno | Titolo | ITA         | Certificazioni     | Unità           |
| ---- | --- | ----------- | ------------------ | --------------- |
| 2009 | Stupida - Pubblicato: 10 aprile 2009 - Etichette: Sony Music, Dischi Ricordi - Formati: CD, download digitale | 1           | - ITA: Platino (3) | - ITA: 180 000+ |

## Singoli

### Come artista principale
| Anno                                                         | Singolo                                      | Classifiche | Classifiche | Classifiche | Classifiche | Certificazioni                | Unità                          | Album di provenienza            |
| Anno                                                         | Singolo                                      | ITA         | MEX         | POL         | SWI         | Certificazioni                | Unità                          | Album di provenienza            |
| ------------------------------------------------------------ | -------------------------------------------- | ----------- | ----------- | ----------- | ----------- | ----------------------------- | ------------------------------ | ------------------------------- |
| 2009                                                         | Immobile                                     | 1           | —           | —           | —           | - ITA: Platino                | - ITA: 30 000+                 | Stupida                         |
| 2009                                                         | Stupida                                      | 1           | —           | —           | 64          |                               |                                | Stupida                         |
| 2009                                                         | Estranei a partire da ieri                   | 6           | —           | —           | —           |                               |                                | Senza nuvole                    |
| 2009                                                         | Senza nuvole                                 | 6           | —           | —           | —           | - ITA: Platino                | - ITA: 30 000+                 | Senza nuvole                    |
| 2010                                                         | Mi sei venuto a cercare tu                   | 29          | —           | —           | —           |                               |                                | Senza nuvole                    |
| 2010                                                         | Arrivi tu                                    | 38          | —           | —           | —           |                               |                                | Senza nuvole                    |
| 2010                                                         | La mia storia con te                         | 2           | —           | —           | —           | - ITA: Platino                | - ITA: 30 000+                 | Il mondo in un secondo          |
| 2010                                                         | Urlo e non mi senti / Grito y no me escuchas | 27          | 22          | —           | —           |                               |                                | Il mondo in un secondo          |
| 2011                                                         | Niente                                       | 66          | —           | —           | —           |                               |                                | Il mondo in un secondo          |
| 2011                                                         | Dove sono i colori                           | —           | —           | —           | —           |                               |                                | Il mondo in un secondo          |
| 2011                                                         | È vero che vuoi restare / Este amor lo vale  | 13          | —           | —           | —           | - ITA: Oro                    | - ITA: 15 000+                 | Cinque passi in più             |
| 2012                                                         | Ti aspetto                                   | 51          | —           | —           | —           |                               |                                | Cinque passi in più             |
| 2012                                                         | Ciao                                         | 11          | —           | —           | —           | - ITA: Oro                    | - ITA: 15 000+                 | Cinque passi in più             |
| 2013                                                         | Amore puro                                   | 4           | —           | —           | —           | - ITA: Platino                | - ITA: 30 000+                 | Amore puro                      |
| 2013                                                         | Fuoco d'artificio                            | 49          | —           | —           | —           |                               |                                | Amore puro                      |
| 2014                                                         | Non devi perdermi                            | 25          | —           | —           | —           | - ITA: Platino                | - ITA: 50 000+                 | Amore puro                      |
| 2014                                                         | Bellezza, incanto e nostalgia                | 18          | —           | —           | —           | - ITA: Oro                    | - ITA: 15 000+                 | Amore puro                      |
| 2014                                                         | L'hai dedicato a me                          | —           | —           | —           | —           |                               |                                | Amore puro                      |
| 2015                                                         | Me siento sola (feat. Mario Domm)            | —           | 6           | —           | —           |                               |                                | Alessandra Amoroso              |
| 2015                                                         | Stupendo fino a qui                          | —           | —           | —           | —           |                               |                                | Vivere a colori                 |
| 2016                                                         | Comunque andare                              | 11          | —           | —           | —           | - ITA: Platino (4)            | - ITA: 200 000+                | Vivere a colori                 |
| 2016                                                         | Vivere a colori                              | 33          | —           | —           | —           | - ITA: Platino (2)            | - ITA: 100 000+                | Vivere a colori                 |
| 2016                                                         | Sul ciglio senza far rumore                  | 36          | —           | —           | —           | - ITA: Platino (2)            | - ITA: 100 000+                | Vivere a colori                 |
| 2017                                                         | Fidati ancora di me                          | 99          | —           | —           | —           | - ITA: Platino                | - ITA: 50 000+                 | Vivere a colori                 |
| 2018                                                         | La stessa                                    | 13          | —           | —           | —           | - ITA: Platino                | - ITA: 50 000+                 | 10                              |
| 2018                                                         | Trova un modo                                | 46          | —           | —           | —           | - ITA: Oro                    | - ITA: 25 000+                 | 10                              |
| 2019                                                         | Dalla tua parte                              | —           | —           | —           | —           | - ITA: Oro                    | - ITA: 25 000+                 | 10                              |
| 2019                                                         | Forza e coraggio                             | —           | —           | —           | —           |                               |                                | 10                              |
| 2019                                                         | Immobile 10+1                                | —           | —           | —           | —           |                               |                                | 10, io, noi                     |
| 2020                                                         | Karaoke (con i Boomdabash)                   | 1           | —           | —           | 44          | - ITA: Platino (6)            | - ITA: 420 000+                | Don't Worry (Best of 2005-2020) |
| 2021                                                         | Pezzo di cuore (con Emma)                    | 2           | —           | —           | —           | - ITA: Platino                | - ITA: 70 000+                 | Best of Me                      |
| 2021                                                         | Piuma                                        | —           | —           | —           | —           |                               |                                | Tutto accade                    |
| 2021                                                         | Sorriso grande                               | 36          | —           | —           | —           | - ITA: Platino                | - ITA: 70 000+                 | Tutto accade                    |
| 2021                                                         | Tutte le volte                               | 66          | —           | —           | —           |                               |                                | Tutto accade                    |
| 2021                                                         | Canzone inutile                              | —           | —           | —           | —           | - ITA: Oro                    | - ITA: 50 000+                 | Tutto accade                    |
| 2022                                                         | Camera 209 (con i DB Boulevard)              | 42          | —           | —           | —           | - ITA: Platino                | - ITA: 100 000+                | Tutto accade                    |
| 2022                                                         | Notti blu                                    | 68          | —           | —           | —           | - ITA: Oro                    | - ITA: 50 000+                 | Tutto accade                    |
| 2024                                                         | Fino a qui                                   | 12          | —           | —           | —           | - ITA: Platino                | - ITA: 100 000+                | Io non sarei                    |
| 2024                                                         | Mezzo rotto (feat. BigMama)                  | 6           | —           | 51          | —           | - ITA: Platino (2) - POL: Oro | - ITA: 200 000+ - POL: 25 000+ | Io non sarei                    |
| 2024                                                         | Si mette male                                | 51          | —           | —           | —           |                               |                                | Io non sarei                    |
| 2024                                                         | Rimani rimani rimani                         | —           | —           | —           | —           |                               |                                | Io non sarei                    |
| 2025                                                         | Cose stupide                                 | 64          | —           | —           | —           |                               |                                | Io non sarei                    |
| 2025                                                         | Serenata (con Serena Brancale)               | 3           | —           | —           | —           | - ITA: Oro                    | - ITA: 100 000+                | Io non sarei                    |
| "—" indica una pubblicazione non classificata in quel paese. |                                              |             |             |             |             |                               |                                |                                 |

### Come artista ospite
| Anno                                                         | Titolo                                                     | Classifiche | Certificazioni     | Unità           | Album di provenienza             |
| Anno                                                         | Titolo                                                     | ITA         | Certificazioni     | Unità           | Album di provenienza             |
| ------------------------------------------------------------ | ---------------------------------------------------------- | ----------- | ------------------ | --------------- | -------------------------------- |
| 2015                                                         | L'amore altrove (Francesco Renga feat. Alessandra Amoroso) | 35          | - ITA: Oro         | - ITA: 25 000+  | Tempo reale                      |
| 2015                                                         | A tre passi da te (Boomdabash feat. Alessandra Amoroso)    | 89          | - ITA: Platino     | - ITA: 50 000+  | Radio Revolution                 |
| 2016                                                         | Sei bellissima (Loredana Bertè feat. Alessandra Amoroso)   | —           |                    |                 | Amici non ne ho... ma amiche sì! |
| 2017                                                         | Piccole cose (J-Ax e Fedez feat. Alessandra Amoroso)       | 3           | - ITA: Platino (2) | - ITA: 100 000+ | Comunisti col Rolex              |
| 2018                                                         | Due destini (Tiromancino feat. Alessandra Amoroso)         | 45          |                    |                 | Fino a qui                       |
| 2019                                                         | Mambo salentino (Boomdabash feat. Alessandra Amoroso)      | 4           | - ITA: Platino (3) | - ITA: 150 000+ | /                                |
| "—" indica una pubblicazione non classificata in quel paese. |                                                            |             |                    |                 |                                  |

## Altri brani entrati in classifica e/o certificati
| Anno | Titolo               | Classifiche | Certificazioni | Unità          | Album di provenienza                |
| Anno | Titolo               | ITA         | Certificazioni | Unità          | Album di provenienza                |
| ---- | -------------------- | ----------- | -------------- | -------------- | ----------------------------------- |
| 2009 | Find a Way           | 4           |                |                | Scialla                             |
| 2009 | Splendida follia     | 16          |                |                | Stupida                             |
| 2009 | Per ora per un po'   | 26          |                |                | Stupida                             |
| 2009 | È ora di te          | 27          |                |                | Stupida                             |
| 2009 | Da qui               | 28          |                |                | Stupida                             |
| 2011 | Prenditi cura di me  | 51          |                |                | Cinque passi in più                 |
| 2011 | L'altra metà di te   | 75          |                |                | Cinque passi in più                 |
| 2012 | La volta buona       | 42          |                |                | Ancora di più - Cinque passi in più |
| 2012 | Ancora di più        | 43          |                |                | Ancora di più - Cinque passi in più |
| 2013 | Difendimi per sempre | 99          |                |                | Amore puro                          |
| 2016 | La vita in un anno   | 85          |                |                | Vivere a colori                     |
| 2016 | Avrò cura di tutto   | 96          | - ITA: Oro     | - ITA: 25 000+ | Vivere a colori                     |

## Video musicali
| Anno | Titolo                        | Regista/i                                      |
| ---- | ----------------------------- | ---------------------------------------------- |
| 2009 | Stupida                       | Gaetano Morbioli                               |
| 2009 | Estranei a partire da ieri    | Gaetano Morbioli                               |
| 2009 | Senza nuvole                  | Pat Marrone                                    |
| 2010 | Arrivi tu                     | Gaetano Morbioli                               |
| 2010 | La mia storia con te          | Jansen & Basile (Fabio Jansen e Andrea Basile) |
| 2010 | Urlo e non mi senti           | Marco Salom e Roberto "Saku" Cinardi           |
| 2011 | Niente                        | —                                              |
| 2011 | Dove sono i colori            | Marco Salom e Roberto "Saku" Cinardi           |
| 2011 | È vero che vuoi restare       | Marco Salom e Roberto "Saku" Cinardi           |
| 2012 | Ti aspetto                    | Gaetano Morbioli                               |
| 2012 | Ciao                          | —                                              |
| 2013 | Amore puro                    | Gaetano Morbioli                               |
| 2013 | Fuoco d'artificio             | Gaetano Morbioli                               |
| 2014 | Non devi perdermi             | Gaetano Morbioli                               |
| 2014 | Bellezza, incanto e nostalgia | Gaetano Morbioli                               |
| 2014 | L'hai dedicato a me           | Gaetano Morbioli                               |
| 2015 | L'amore altrove               | Gaetano Morbioli                               |
| 2015 | Grito y no Me Escuchas        | Gaetano Morbioli                               |
| 2015 | Me siento sola                | Gustavo A. Garzon                              |
| 2015 | Stupendo fino a qui           | Gaetano Morbioli                               |
| 2016 | Este amor lo vale             | Marco Salom                                    |
| 2016 | Comunque andare               | YouNuts! (Antonio Usbergo e Niccolò Celaia)    |
| 2016 | Vivere a colori               | Mauro Russo                                    |
| 2016 | Sul ciglio senza far rumore   | Cosimo Alemà                                   |
| 2017 | Piccole cose                  | Mauro Russo                                    |
| 2017 | Fidati ancora di me           | Mauro Russo                                    |
| 2018 | La stessa                     | Gaetano Morbioli                               |
| 2018 | Trova un modo                 | YouNuts! (Antonio Usbergo e Niccolò Celaia)    |
| 2019 | Dalla tua parte               | YouNuts! (Antonio Usbergo e Niccolò Celaia)    |
| 2019 | Forza e coraggio              | YouNuts! (Antonio Usbergo e Niccolò Celaia)    |
| 2019 | Mambo salentino               | Fabrizio Conte                                 |
| 2019 | Immobile 10+1                 | Attilio Cusani                                 |
| 2020 | Karaoke                       | Fabrizio Conte                                 |
| 2021 | Pezzo di cuore                | Andrea Santaterra e Lorenzo Silvestri (Bendo)  |
| 2021 | Piuma                         | YouNuts! (Antonio Usbergo e Niccolò Celaia)    |
| 2021 | Sorriso grande                | YouNuts! (Antonio Usbergo e Niccolò Celaia)    |
| 2021 | Tutte le volte                | Bendo (Andrea Santaterra e Lorenzo Silvestri)  |
| 2021 | Canzone inutile               | Bendo (Andrea Santaterra e Lorenzo Silvestri)  |
| 2022 | Camera 209                    | Amedeo Zancanella                              |
| 2022 | Notti blu                     | Lorenzo Catapano                               |
| 2024 | Fino a qui                    | Matteo Mavero                                  |
| 2024 | Mezzo rotto                   | Byron Rosero                                   |
| 2024 | Si mette male                 | Marco Braia                                    |
| 2024 | Rimani rimani rimani          | Marco Braia                                    |
| 2025 | Cose stupide                  | Marco Braia                                    |
| 2025 | Serenata                      | Marco Braia                                    |

## Partecipazioni
Di seguito sono riportati gli album e le compilation dove è stato inserito almeno un brano della cantante.

### Colonne sonore
| Anno | Titolo             | Film                               |
| ---- | ------------------ | ---------------------------------- |
| 2009 | Senza nuvole       | Amore 14                           |
| 2013 | Stupida            | Universitari - Molto più che amici |
| 2015 | Io che amo solo te | Io che amo solo te                 |

### Album
| Anno                                                         | Titolo                          | Duetto           | Classifiche | Album di provenienza                   |
| Anno                                                         | Titolo                          | Duetto           | ITA         | Album di provenienza                   |
| ------------------------------------------------------------ | ------------------------------- | ---------------- | ----------- | -------------------------------------- |
| 2009                                                         | Credo nell'amore                | Gianni Morandi   | —           | Canzoni da non perdere                 |
| 2009                                                         | Un solo mondo                   | Claudio Baglioni | —           | Q.P.G.A.                               |
| 2009                                                         | Questo natale                   | Deejay All Stars | —           | Questo natale                          |
| 2010                                                         | Maniac                          | Neri per Caso    | —           | Donne                                  |
| 2012                                                         | Non è l'inferno                 | Emma             | —           | Sarò libera                            |
| 2013                                                         | La sera dei miracoli            | Fiorella Mannoia | 64          | A te                                   |
| 2014                                                         | Credo nell'amore                | Gianni Morandi   | —           | Autoscatto 7.0                         |
| 2016                                                         | Sei bellissima                  | Loredana Bertè   | —           | Amici non ne ho... ma amiche sì!       |
| 2018                                                         | Il mistero della pietra azzurra | Cristina D'Avena | —           | Duets Forever - Tutti cantano Cristina |
| 2023                                                         | P.A.N.C.                        | Aiello           | —           | Romantico                              |
| 2023                                                         | Grandine                        | Federica Abbate  | —           | Canzoni per gli altri                  |
| 2024                                                         | Un cuore malato 2024            | Gigi D'Alessio   | —           | Fra                                    |
| "—" indica una pubblicazione non classificata in quel paese. |                                 |                  |             |                                        |

### Raccolte
| Anno | Titolo                        | Provenienza                                          |
| ---- | ----------------------------- | ---------------------------------------------------- |
| 2009 | Find a Way                    | Scialla                                              |
| 2009 | Immobile                      | Scialla                                              |
| 2009 | Stella incantevole            | Scialla                                              |
| 2009 | Stupida                       | Strike!                                              |
| 2010 | Stupida                       | Radio Italia Estate                                  |
| 2010 | Mi sei venuto a cercare tu    | Radio Italia Top 2010                                |
| 2010 | Arrivi tu                     | TRL On the Road Compilation                          |
| 2011 | Arrivi tu                     | Love... per sempre                                   |
| 2011 | Niente                        | Wind Music Awards 2011                               |
| 2011 | Dove sono i colori            | Radio Italia Top Estate 2011                         |
| 2011 | Chasing Pavements (Live)      | L'Europa per un sorriso                              |
| 2012 | La mia storia con te          | Love 2012                                            |
| 2012 | Senza nuvole                  | Je t'aime 2012                                       |
| 2012 | Prenditi cura di me           | Amici 2012                                           |
| 2012 | If You Don't Know Me by Now   | Amici 2012                                           |
| 2012 | Ti aspetto                    | Wind Music Awards 2012                               |
| 2012 | Ciao                          | Radio Italia Hits                                    |
| 2012 | Ciao                          | Hit Mania 2013                                       |
| 2013 | È vero che vuoi restare       | Love 2013                                            |
| 2013 | Estranei a partire da ieri    | Je t'aime 2013                                       |
| 2013 | Stupida                       | Le 100 canzoni italiane di oggi                      |
| 2013 | Immobile                      | Le 100 canzoni italiane di oggi                      |
| 2013 | Estranei a partire da ieri    | Le 100 canzoni italiane di oggi                      |
| 2013 | Senza nuvole                  | Le 100 canzoni italiane di oggi                      |
| 2013 | La mia storia con te          | Radio Italia Story                                   |
| 2013 | Amore puro                    | RDS 100% Insieme a te voglia di grandi successi      |
| 2014 | Fuoco d'artificio             | Love Forever                                         |
| 2014 | Stupida                       | 100 canzoni di Radio Italia                          |
| 2014 | La mia storia con te          | 100 canzoni di Radio Italia                          |
| 2014 | Non devi perdermi             | Radio Italia Summer Hits 2014                        |
| 2014 | Non devi perdermi             | Music Awards 2014                                    |
| 2014 | Immobile                      | I numeri 1 (Le più belle canzoni italiane di sempre) |
| 2014 | La mia storia con te          | Radio Italia Donne in musica                         |
| 2014 | Bellezza, incanto e nostalgia | Radio Italia Winter Hits                             |
| 2015 | L'hai dedicato a me           | Love 2015                                            |
| 2015 | L'amore altrove               | Love 2015                                            |
| 2015 | Immobile                      | I numeri 1 (Le più belle canzoni italiane di sempre) |
| 2015 | Urlo e non mi senti           | Radio Italia Gold Edition                            |
| 2015 | Stupida                       | Ciao Italia! Compilation                             |
| 2016 | Stupendo fino a qui           | Love 2016                                            |
| 2016 | Comunque andare               | Kiss Kiss Play Summer 2016                           |
| 2016 | Comunque andare               | Top Hits Estate 2016                                 |
| 2016 | Comunque andare               | Radio Italia Hits and Christmas                      |
| 2016 | Vivere a colori               | Radio Italia Summer Hits 2016                        |
| 2017 | Sul ciglio senza far rumore   | Love 2017                                            |
| 2024 | Fino a qui                    | Sanremo 2024                                         |

### Album video
Sono qui elencati i DVD in cui è presente la collaborazione di Alessandra Amoroso.
Collaborazioni
- 2009 – Grazie a tutti - il concerto CD e DVD (CD + DVD) di Gianni Morandi[12]
- 2010 – Q.P.G.A. Filmopera (doppio DVD) di Claudio Baglioni[13]
- 2010 – Amiche per l'Abruzzo (doppio DVD) di AA.VV. (madrine del concerto: Laura Pausini, Fiorella Mannoia, Gianna Nannini, Elisa e Giorgia) (iniziativa benefica)[14]